# Guti (brazylijski piłkarz)
Gutieri Tomelin (ur. 29 czerwca 1991 w São Bento do Sul) – brazylijski piłkarz występujący na pozycji obrońcy w klubie Joinville. Wychowanek Figueirense, w swojej karierze grał także w takich zespołach jak Duque de Caxias oraz Sport Huancayo. Posiada obywatelstwo włoskie.

## Osiągnięcia

### Klubowe
Jagiellonia Białystok
- Wicemistrzostwo Polski (1): 2016/17